# Fazisi Stadium
El Fazisi Stadium (en georgiano: ფაზისი (სტადიონი)) es un estadio multiusos utilizado principalmente para partidos de fútbol ubicado en la ciudad de Poti en Georgia y que actualmente es la sede del FC Kolkheti-1913 Poti.

## Historia
Fue inaugurado en 1961 se construyó en este lugar el primer estadio con capacidad para 6.000 espectadores. A principios de diciembre de 2020 se presentó la candidatura de Georgia y Rumanía para albergar la Eurocopa Sub-21 de 2023. El torneo se jugará con 16 equipos. Cuatro estadios en cada uno de los dos países anfitriones serán las sedes del Campeonato de Europa. También se eligió como sede la ciudad portuaria de Poti, en el Mar Negro.
El antiguo estadio fue reconstruido para dar lugar a un estadio de fútbol con 7.500 asientos. Fue completado e inaugurado en 2021. La instalación cuenta con tres gradas, un área de juego de césped natural y un sistema de iluminación. La tribuna principal está cubierta con una estructura en forma de arco. Las dos gradas traseras de la portería están al aire libre. Hay un marcador instalado en la grada oeste detrás de la portería. Los asientos de plástico llevan los colores del club, blanco y azul. Detrás de las filas se encuentra un campo de entrenamiento con césped artificial y una pequeña tribuna cubierta con dos filas de asientos. A principios de 2022 fue reemplazado por el Estadio Ramaz Shengelia de Kutaisi para la Eurocopa Sub-21 de 2023.